# Ostrya multinervis
Ostrya multinervis là một loài thực vật có hoa trong họ Betulaceae. Loài này được Rehder mô tả khoa học đầu tiên năm 1938.